# Volo British Airways 2276
Il volo British Airways 2276 era un collegamento passeggeri internazionale da Las Vegas, Stati Uniti, a Londra, Regno Unito. L'8 settembre 2015, un Boeing 777 della British Airways operante su tale rotta, subì un guasto distruttivo con successivo incendio al motore sinistro, un GE90, all'aeroporto Internazionale di Las Vegas-McCarran. Il decollo fu interrotto e i passeggeri e l'equipaggio furono evacuati; tutte le 170 persone a bordo sopravvissero, 20 rimasero ferite. L'aeromobile, che subì un danno moderato alla sezione anteriore della fusoliera a causa dell'incendio, rientrò in servizio nel marzo del 2016.

## L'aereo
Il velivolo coinvolto nell'incidente era un Boeing 777-236ER, codice 29320, registrato G-VIIO. Aveva 16 anni al momento dell'incidente; fu consegnato nuovo dalla Boeing a British Airways il 26 gennaio 1999.

## L'incidente
L'aereo lasciò il terminal 3, Gate E3, alle 15:53 ora locale, e iniziò la corsa di decollo dalla pista 07L, dove si verificò l'incidente, alle 16:12.
Dopo aver notato ciò che il pilota in seguito descrisse come un "guasto catastrofico del motore", ben prima di aver raggiunto la velocità di decollo, l'equipaggio interruppe la manovra fermando il jet e ordinando l'evacuazione. Tutti i 170 passeggeri e l'equipaggio riuscirono a scappare. Diciannove persone riportarono lesioni lievi, una persona si ferì gravemente. L'aeromobile raggiunse una velocità di circa 78 nodi (144 km/h) quando fu presa la decisione di interrompere; molto al di sotto della velocità di decisione del decollo, che sarebbe stata di almeno 121 nodi (224 km/h).
I servizi di emergenza dell'aeroporto spensero l'incendio entro cinque minuti dalla chiamata di mayday. Venti persone si ferirono, per lo più per essere scivolate giù dagli scivoli durante la fuga, e furono medicate al Sunrise Hospital & Medical Center di Winchester. L'incendio causò un grande buco nella stiva e danni al motore.
La Federal Aviation Administration (FAA) indicò che l'incendio fu causato dal guasto al motore General Electric GE90 sinistro. L'aeromobile si fermò di bolina e ciò direzionò le fiamme verso la fusoliera; di conseguenza, il velivolo subì un danno localizzato, ma grave. Nonostante i 777 siano dotati di sistemi per la soppressione di eventuali incendi, sembra che quello del motore sinistro, quel giorno, non funzionò.
La pista, una delle quattro, fu chiusa per quattro ore e numerosi voli in arrivo vennero cancellati.

## Le riparazioni
Nel dicembre 2015, British Airways annunciò che un team di ingegneri della Boeing aveva valutato i danni limitati subiti come riparabili. Di conseguenza, fu annunciato che l'aereo sarebbe stato sistemato e rimesso in servizio. Le riparazioni terminarono nel febbraio del 2016.

Il 25 febbraio 2016 furono condotti i test di aeronavigabilità dell'aeromobile. Il giorno successivo, il Boeing 777 partì da Las Vegas alle 13:33 e arrivò a Victorville alle 15:06, dove fu ridipinto e dove furono finalizzate le riparazioni. Volò poi il 15 marzo alla British Airways Maintenance Cardiff, a Cardiff,  per un controllo di routine. Infine, tornò alla base di Londra Gatwick e riprese il servizio passeggeri il 24 marzo. 

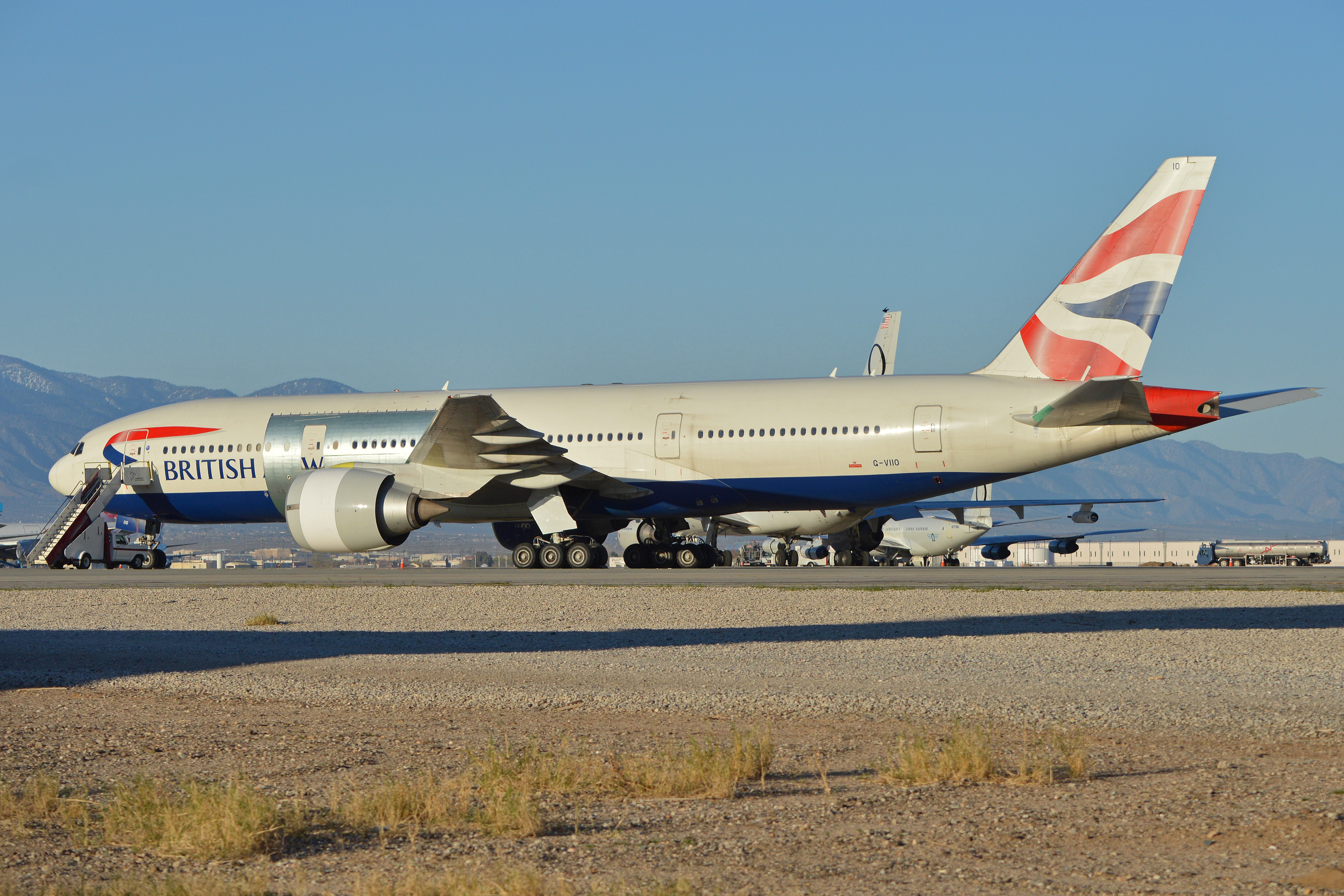
L'aereo parzialmente riparato fotografato a Victorville nel febbraio 2016

## Le indagini
Il National Transportation Safety Board (NTSB), l'ente investigativo americano sugli incidenti aerei, inviò quattro investigatori sul luogo dell'incidente il giorno successivo. Oltre al coinvolgimento di FAA, Boeing e General Electric, la AAIB nominò British Airways e la British Aviation Authority consulenti tecnici. Le scoperte iniziali furono che si verificò un guasto incontrollato al motore e che "il motore sinistro e il suo pilone, la parte sinistra della fusoliera e la parte interna dell'ala si danneggiarono sostanzialmente a causa delle fiamme". Il 9 ottobre 2015, l'NTSB pubblicò un aggiornamento affermando che l'incidente era stato ricondotto alla rottura della "bobina d'accensione dello stadio 8-10 nella sezione del compressore ad alta pressione...che liberò frammenti che ruppero la copertura del motore e la carenatura".
L'NTSB pubblicò il final report 2 anni e 10 mesi dopo. La causa dell'incidente è stata determinata essere "il guasto alla bobina dello stadio 8-10 del compressore ad alta pressione (HPC) del motore sinistro dell'aereo, che ha causato il distaccamento della linea di alimentazione del motore dalla pompa principale del carburante; il combustibile ha preso fuoco, scatenando un grande incendio sul lato sinistro dell'aereo. La bobina dello stadio 8-10 HPC si è guastata a causa di una crepa da fatica a basso ciclo a picco sostenuto formatasi nel disco dello stadio 8; la causa dell'origine della frattura non è mai stata identificata, né dall'ispezione fisica né dalle successive analisi. A contribuire a questo incidente è stata la mancanza di procedure di ispezione del disco nella fase 8".